# Голд, Уолтер
Уолтер Голд (англ. Walter Golde; 4 января 1887, Нью-Йорк — 4 сентября 1963, Чапел-Хилл) — американский пианист.
Сын скульптора Роберта Голда. Учился игре на фортепиано под руководством Хуго Трётшеля (1858—1939), ученика Ференца Листа.
Выступал как аккомпаниатор, в том числе на записях 1910—1920-х гг., таких исполнителей, как Миша Эльман (15 пьес), Пабло Казальс, тенор Луи Гравёр.
Автор отдельных фортепианных и вокальных сочинений. Обработал и отредактировал сборник «Лёгкие немецкие песни» (англ. Easy German classic songs; 1952).